# Ekkart Zimmermann
Ekkart Zimmermann (* 8. August 1946 in Ebersdorf bei Schleiz (heute Saalburg-Ebersdorf)) ist ein deutscher Soziologe und Politikwissenschaftler.

## Leben
Zimmermann war 1964/65 Stipendiat des American Field Service in Columbus (Ohio).
Nach dem Abitur 1966 in Wuppertal-Elberfeld studierte er bis 1970 Soziologie, Nationalökonomie und Sozialpsychologie an der Freien Universität Berlin
und der Universität zu Köln. Danach war er Assistent am Institut für vergleichende Sozialforschung der Universität zu Köln, wo er auch 1975 promovierte. 1979 habilitierte er sich an der Bergischen Universität Wuppertal.
Von 1981 bis 1992 war Zimmermann Professor für Politische Soziologie an der Universität der Bundeswehr München und von 1993 bis 2011 für Makrosoziologie an der Technischen Universität Dresden. Danach war er bis 2016 Visiting Professor an der ETH Zürich.
Er ist Fellow an den Universitäten von Essex, South Carolina (International Studies Association Scholar) und Yale.

## Veröffentlichungen (Auswahl)
- Das Experiment in den Sozialwissenschaften. Stuttgart 1972, ISBN 978-3-519-00037-2.
- Political Violence, Crises and Revolutions. (Routledge Revivals), Neuauflage Verlag Routledge, 2011, Originalausgabe 1983, ISBN 978-0-415-68785-0.
- mit Stein Ugelvik Larsen (Hrsg.): Theorien und Methoden in den Sozialwissenschaften. Wiesbaden 2003, ISBN 978-3-322-80451-8.
- mit Masamichi Sasaki, Jack Goldstone, Stephen K. Sanderson (Hrsg.): Concise Encyclopedia of Comparative Sociology. Leiden/Boston 2014, ISBN 978-90-04-20624-3. (Google-Books)